# Unix-szerű operációs rendszer
Unix-szerű vagy Un*x-szerű (angolul Unix-like) rendszereknek nevezzük azon operációs rendszereket, amelyek hasonlóak a Unix rendszerhez, de nem feltétlenül származnak abból, felelnek meg szabványainak vagy bármilyen UNIX specifikációnak (Single UNIX Specification).
Az Open Group, a UNIX védjegy tulajdonosa úgy véli, hogy a „UNIX-szerű” kifejezés használata hibás, és helyesebbnek tartaná a „POSIX-nak megfelelő rendszer” kifejezést. Ennek a kifejezésnek azonban problémája, hogy vannak például olyan rendszerek, melyek magukat – legalábbis a fő POSIX irányvonal szempontjából – szabványosnak tekintik (ilyen például a Microsoft Windows), míg ettől nem válnak Unix-szerűvé, és számtalan Unix-szerű rendszerekre írt program lefordíthatatlan és nem futtatható rajtuk.

## Korai Unix-szerű rendszerek
Az első Unix-szerű operációs rendszert az AT&T Unix-rendszere alapján fejlesztették ki, mely nem kerülhetett kereskedelmi szervezetek tulajdonába (az AT&T-nek az USA kormányával kötött megállapodása értelmében kizárólag felsőoktatási intézmények kaphatták meg a Unix-ot, forráskóddal együtt). A korai 1980-as években a legismertebb Unix-szerű rendszerek voltak: az Idris, a Coherent, az UniFlex és a Minix (elsősorban oktatásra szánt Unix). Amint engedélyezte az AT&T a Unix-szerű operációs rendszerek kereskedelmét, a piac rögtön felszippantotta őket.

## Jelölés
A jelölést azért használják ebben a formában, mert a "UNIX" bejegyzett védjegye a The Open Group szervezetnek, tehát az olyan operációs rendszerek, mint például a GNU/Linux, Mac OS X, FreeBSD, NetBSD és az OpenBSD, nem használhatják a "UNIX" márkanevet anélkül, hogy ne fizetnének érte tiszteletdíjat az Open Group-nak, ezt azonban nem teszik, mert ez túl sokba kerülne az egyéni felhasználóiknak. Ezek az operációs rendszerek nem az itt említett "UNIX" közvetlen leszármazottai, azonban a működésbeli hasonlóságok miatt használják a Un*x megjelölést.
A Un*x betűzése a "Unix" kiejtésének egyik módjából ered, anélkül, hogy valóban kiejtenénk.
A * szimbólum ezekben az operációs rendszerekben egy helyettesítő karakter jelent, amely bármilyen betű, számjegy, vagy más hasonló karakter helyett állhat.

## Unix-szerű nyílt forrású (open source) operációs rendszerek
A Unix-szerű rendszereken a leggyakrabban az alábbi nyílt forráskódú operációs rendszereket értjük:

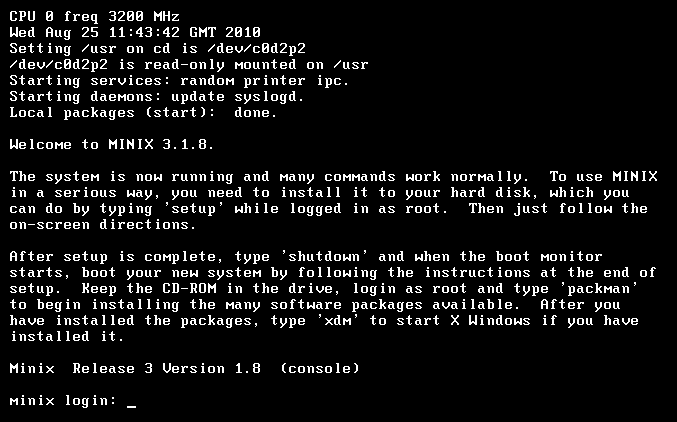
A Minix 3.1.8-as verziójának bejelentkezési képernyője

- Apple Darwin
- FreeBSD és variációi:
  - DragonFly BSD
  - PicoBSD
  - PC-BSD
  - TrustedBSD
- GNU Hurd
- Linux
- Minix
- NetBSD
- OpenBSD és variációi:
  - ekkoBSD
  - MicroBSD
  - MirBSD

## Lásd még
- Berkeley System Distribution
- Linux disztribúciók
- Unix programok listája
- Posix